# Xavier Marques
Xavier Marques ou Francisco Xavier Ferreira Marques (Itaparica, 3 décembre 1861 — Salvador, 30 octobre 1942) est un  journaliste, homme politique, romancier, poète et essayiste brésilien, membre de l'Académie brésilienne des lettres.